# Schwarzenkopf (Ammergauer Alpen)
Der Schwarzenkopf ist ein Berg in den Ammergauer Alpen auf dem Gebiet der Gemeinde Halblech.
Er gehört mit Roßstallkopf, Baumgartenkopf und Jaufen zu einer Reihe selten besuchter Berge nördlich des Klammspitzkamms und kann nur weglos erreicht werden.

## Galerie

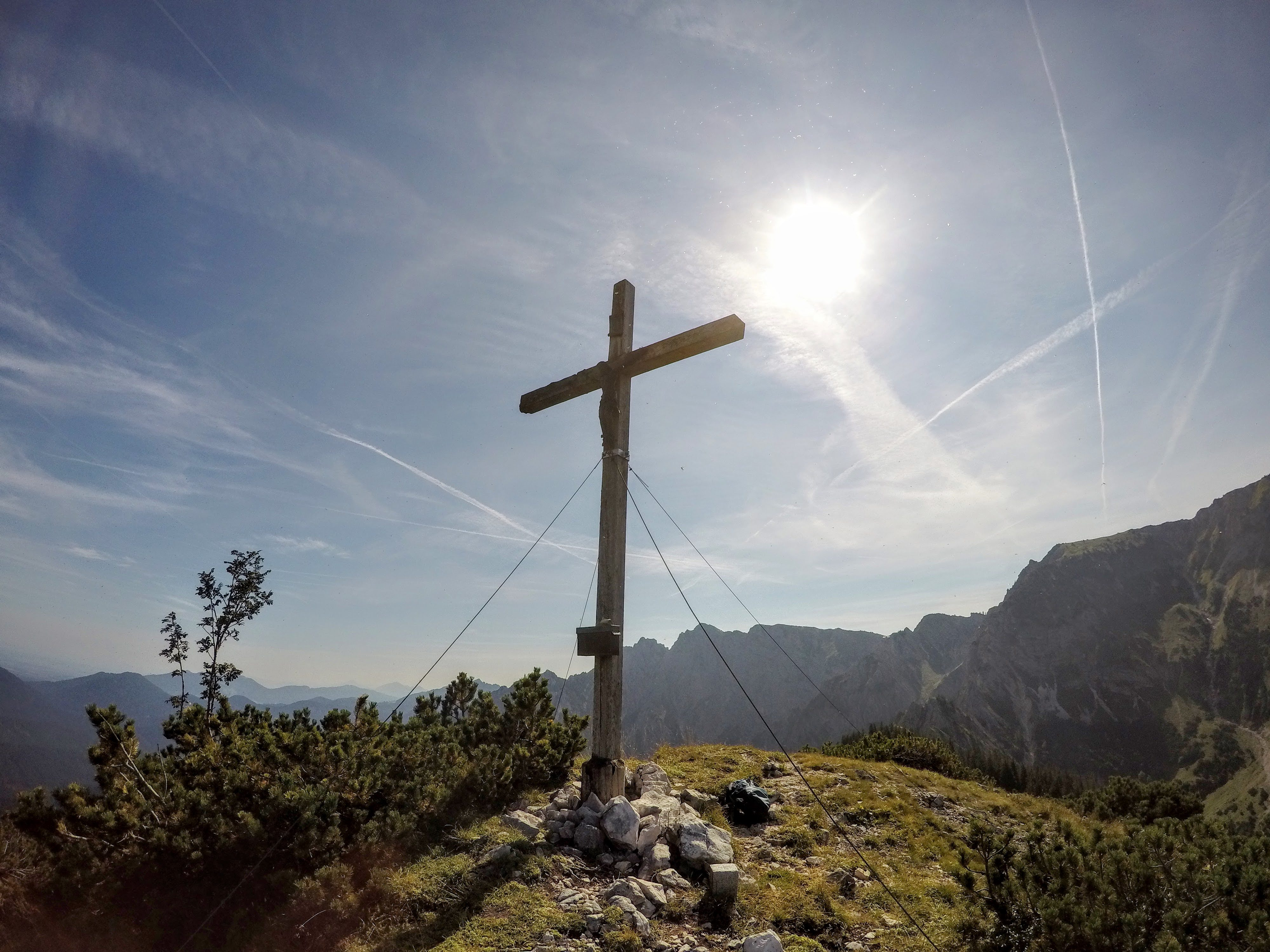
Gipfelkreuz